# L'Ange Blanc (catch)
Pour les articles homonymes, voir L'Ange blanc et Farina.
Francisco Pino Farina est un catcheur français (né espagnol), principalement connu pour son travail dans les années 1950 et 1960 sous le pseudonyme de l'Ange Blanc. Il est considéré, avec André the Giant, comme le plus grand catcheur français de l'histoire. Sa popularité était telle qu'il est parfois considéré comme l'équivalent français d'El Santo.
L'un des premiers catcheurs français spécialisés dans le combat aérien, il combat d'autres catcheurs français célèbres tels que le Dragon de Bagnolet, le Bourreau de Béthune, Roger Delaporte ou Robert Duranton. La création de ce personnage s'effectue sous la houlette de Roger Couderc, qui dessina son costume et créa le personnage, ainsi que le nom. L'Ange Blanc était annoncé comme venant de Caracas plutôt que d'Espagne pour susciter l'engouement du public.
Masqué pendant la quasi-totalité de sa carrière, il enleva finalement son masque à la fin des années 1960 par décision des promoteurs, sa popularité commençant à baisser, et afin de ne pas être confondu avec les autres catcheurs qui travaillaient masqués en se faisant passer pour l'Ange Blanc. Le personnage de l'Ange Blanc sera repris par la suite par d'autres catcheurs, notamment Maxime Metzinger et Charles Eltes.